# Фашистичка Италија
Краљевина Италија (итал. Regno d'Italia) од 1922. до 1943. била је под управом Националне фашистичке странке са Бенитом Мусолинијем као предсједником владе. Италијански фашисти су наметнули ауторитарну власт и угушили политичку и интелектуалну опозицију, истовремено промовишући економску модернизацију, традиционалне друштвене вриједности и зближавање са Римокатоличком црквом.
Према Стенлију Пејну, „фашистичка влада је прошла кроз неколико релативно различитих етапа”. Прва етапа (1922—1925) номинално је била наставак парламентарног система, али са „правно организованом диктатуром извршне власти”. Друга етапа (1925—1929) била је „изградња само фашистичке диктатуре”. У трећој етапи (1929—1934) било је мање интервеционизма у спољној политици. Четврту етапу (1935—1940) карактерисала је агресивна спољна политика: Други итало-етиопски рат, који је покрет из Еритреје и Сомалиленда; конфротације са Друштвом народа, што је довело до санкција; растућа економска аутаркија; инвазија на Албанију; и потписвање Челичног пакта. Пета етапа (1940—1943) био је сам Други свјетски рат који се завршио војним поразом, док је шеста и посљедња етапа (1943—1945) била крња Салска влада под њемачком контролом.
Италија је била водећи члан сила Осовине у Другом свјетском рату, борећи се на неколико фронтова са почетним успјехом. Међутим, послије њемачко-италијанског пораза у Африци, успјеха Совјетског Савеза на Источном фронту и потоњег искрцавања савезника на Сицилији, краљ Виторио Емануеле III је збацио и ухапсио Мусолинија. Нова влада је потписала примирје са савезницима у септембру 1943. нацистичка Њемачка је преузела контролу над сјеверном половином Италије и спасила Мусолинија, успостављајући Италијанску Социјалну Републику, колаборационистичку марионетску државу коју су још увијек водили Мусолини и фашистички лојалисти.
Од овог тренутка, земља је пала у грађански рат, а велики италијански покрет отпора је наставио свој герилски рат против њемачких и италијанских фашистичких снага. Мусолинија су припадници покрета отпора заробили и убили 28. априла 1945, а непријатељства су окончана сљедећег дана. Убрзо након тога, грађанско незадовољство довело је до институционалног референдума 1946. о томе да ли ће Италија остати монархија или постати република. Италијани су одлучили да одбаце монархију и образују Италијанску Републику, данашњу италијанску државу.

## Култура и друштво
Након што је дошао на власт, фашистичким режим у Италији је поставио курс стварања једностраначке државе и интеграције фашизма у све аспекте живота. Тоталитарна држава је званично проглашена у Доктрини фашизма 1935. године:
Фашистичка концепција Државе је свеобухватна; ван ње, људске и духовне вриједности не могу постојати, а камоли имати неку вриједност. Тако гледано, Фашизам је тоталитарни, а Фашистичка Држава – синтеза и основна јединица која садржи све вриједности – она интерпретира, развија и наглашава цјелокупан живот људи.— Доктрина фашизма, 1935.
Са концептом тоталитаризма, Бенито Мусолини и фашистички режим поставили су план унапрјеђења италијанске културе и друштва заснованог на старом Риму, личној диктатури и неким футуристичким аспектима италијанских интелектуалаца и умјетника. Под фашизмом, дефиниција италијанске националности почивала је на милитаристичким темељима и фашистичком идеалу „новог човјека”, у коме би се лојални Италијани ослободили индивидуализма и аутономије и видјели би себе као компоненту италијанске државе и били спремни да жртвују своје животе за њу. Под таквом тоталитарном владом, само фашисти би се сматрали „правим Италијанима”, а чланство и одобравање Фашистичке странке било је неопходно да би људи стекли „потпуно држављанство”; они који се нису заклели на оданост фашизму били би прогнани из јавног живота и не би се могли запослити. Фашистичка влада се такође обратила Италијанима који живе у иностранству како би подржали фашистичке напоре и идентификовали се са Италијом, а не са својим мјесто боравка. Упркос напорима да се образује нова култура везана за фашизам, напори фашистичком режима нису били тако драстични или успјешни у поређењу са другим једностраначким државама, као што су Нацистичка Њемачка и Совјетски Савез били успјешни у стварању нове културе.
Фашистички режим је успоставио пропаганду у филмским новостима, радијским емисијама и неколико играних филмова, који су намјерно подржавали фашизам. Закони који захтијевају да се пропагандне филмске новости приказују прије свих играних филмова у биоскопима донијети су 1926. године. Ове филмске новости биле су дјелотворније утицале на јавност од пропагандних филмова или радија, пошто је мало Италијана у то вријеме имало радијске пријемнике. Фашистичка пропаганда је била широко распрострањена у виду плаката и умјетности коју је спонзорисала држава. Међутим, умјетници, писци и издавачи нису били строго контролисани: цензурисани су само ако су били отворено против државе. Постојао је стални нагласак на мушкост „новог Италијана”, наглашавајући агресивност, мужевност, младост, брзину и спорт. Жене су требале да се баве мајчинством и да се не мијешају у јавне послове.
Општи избори одржани су у облику референдума 24. марта 1929. године. До тада, земља је била једностраначка држава са Националном фашистичком странком као једином законски дозвољеном политичком странком. Мусолини је искористио референдум да потврди фашистичку једностраначку листу. Предложену листу је на крају подржало 98,43 % бирача.

### Римокатоличка црква
Новоформирана Краљевина Италија 1870. анектирала је остатак Папске државе, тиме лишавајући папу римског његове привремене моћи. Односи са Римокатоличком црквом значајно су се побољшали током Мусолинијевог мандата. Упркос раније противљењу Цркви, послије 1922. Мусолини је склопио савез са католичком Италијанском народном странком. Мусолини и папство су 1929. постигли споразум који је окончао сукоб који је почео још 1860. и отуђио Цркву од италијанске владе. Орландова влада је започела поступак помирења током Првог свјетског рата, а папа га је унаприједио прекидом веза са демохришћанима 1922. године. Мусолини и водећи фашисти били су антиклерикалци и атести, али су препознали могућност топлијих односа са бројним римокатоличким елементом у Италији.
Латерански споразум из 1929. био је споразум којим је папа признат као поглавар нове микронације Ватикана унутар Рима, што му је дало независан статус и учинило Ватикан важним средиштем свјетске дипломатије. Конкордат из 1929. учинио је римокатолицизам једином религијом Државе. (иако су друге религије биле толерисане), исплаћивали плате свештеницима и бискупима, признавали религијске бракове (раније су парови морали да имају грађанску церемонију) и увели религијску наставу у јавне школе. Заузврат, бискупи су се заклели на вјерност италијанском фашистичком режиму, који је имао право вета на њихов избор. Трећим споразумом је одређено да се Ватикану плати 1,75 милијарди лира (око 100 милиона долара) за заплену цркве имовине од 1860. године. Католичка црква није била званично обавезна да подржава фашистички режим и остале су знатне разлике, али је узаврело непријатељство престало. Црква је посебно подржавала спољну политику као што је подршка националистима у Шпанском грађанском рату и подршка италијанској инвазији Етиопије. Настављена су трвења око омладинске мреже Католичке акције, коју је Мусолини желио утопити у своју фашистичку омладинску групу. Папа Пије XI је 1931. издао енциклику Non abbiamo bisogno („Немамо потребу”), којом је осудио прогон Цркве од стране италијанског режима и осудио „паганско обожавање државе.”

#### Клерикални фашизам
Папску духовну власт над Италијом обновио је италијански фашистички режим (иако у знатно мањем обиму) 19129. у води шефа државе Ватикана; под Мусолинијевом диктатуром, католицизам је проглашен државном религијом Фашистичке Италије. У марту 1929. одржан је плебисцит о јавном потврди споразума. Противнике је фашистички режим застрашио: Католичка акција је упутила италијанске католике да гласају за фашистичке кандидате који ће их представљати на позицијама у цркви, а Мусолини је тврдио да су гласови „против” гласови „неколицине непромишљених антиклерикалаца који одбијају да прихвате Латерански споразум”. Скоро 9 милиона Италијана је гласало (90 % регистрованог бирачког тијела), а само 136.000 је гласало против.
Фашистички режим је 1938. прогласио италијанске расне законе и Манифест расе, којим су стављени ван закона и прогоњени италијански Јевреји и протестантски хришћани, нарочит евангелисти и пентекосталци.
The Jewish National Monthly је у јануару 1939. извијестио да је „једина свијетла тачка у Италији био Ватикан, гдје су се редовно објављивале добре хумане изјаве Папе.” Када су Мусолинијеви антисемитски прогласи почели да лишавају Јевреје запослења у Италији, папа Пије XI је на сопствену иницијативу примио професора Вита Волтера, познатог италијанског јеврејског математичара, у Папску академију наука.
Упркос Мусолинијевом блиском савезу са Нацистичком Њемачком, Италија није у потпуности прихватила нацистичку геноцидну идеологију према Јеврејима. Нацисти су били фрустрирани одбијањем италијанских власти да сарађују у хватању Јевреја, а ниједан Јевреј није депортован прије образовања Италијанске Социјалне Републике након примирја у Касибилеу 1943. године. Њемачки изасланик Зигфрид Каше у Независној Држави Хрватској је званичном Берлину саопштио да су италијанске снаге у својој демаркационој зони НДХ „очигледно биле под утицајем” противљења Ватикана њемачком антисемитизму. Како су антиосовинска осјећања расла у Италији, коришћење Радио Ватикана за емитовања папског неодобравања расних убистава и антисемитизма разбјеснило је нацисте.
Мусолини је свргнут у јулу 1943, а Нијемци су окупирали Италију и започели хватање Јевреја. Хиљаде италијанских Јевреја и мали број протестаната умрло је у концентрационим логорима Нацистичке Њемачке.

### Антисемитизам
Све до Мусолинијевог савеза са Адолфом Хитлером, он је порицао било какав антисемитизам унутар фашистичке странке. Почетком двадесетих година, Мусолини је написао чланак у којем је навео да фашизам никада не би уздигао „јеврејско питање” и да „Италија не познаје антисемитизам и вјерујемо да га никада неће спознати”, а затим је наставио, „надајмо се да ће италијански Јевреји наставити да буду довољно разумни да не изазову антисемитизам у јединој земљи у којој га никада није било”. Током разговора са Емилом Лудвигом, Мусолини је описао антисемитизам као „њемачки порок” и изјавио: „У Италији није било ’јеврејског питања’ и није га могло бити у земљи са здравим системом власти”. Мусолини је у неколико наврата позитивно говорио о Јеврејима и ционистичком покрету. Мусолини је у почетку одбацио нацистички расизам, посебно идеју о вишој раси, као „наметљиву бесмислицу, глупу и идиотску”.
По питању антисемитизма, фашисти су били подијељени око тога шта чинити, нарочито са успоном Хитлера у Њемачкој. Одређени број Јевреја био је члан Фашистичке странке, а Мусолини је потврђивао да је он лично циониста, али да би се смирио Хитлеров, антисемитизам унутар Фашистичке странке је стално растао. Мусолинијева прва писана осуду Јевреја настала је 1936. и у њој тврди да је антисемитизам настао само зато што су Јевреји постали превише доминантни на положајима моћи државе и тврдио је да су Јевреји „окрутно” племе које је настојало да „потпуно протјера” хришћане из јавног живота. Фашиста Паоло Орано је 1937. критиковао ционистички покрет као дио британске спољне политике која је имала за циљ да обезбједи британску контролу над Палестином без поштовања хришћанских и исламског присуство на том подручју. Када су у питању италијански Јевреји, Орано је рекао да они „не би требало да се баве ничим више осим својом религијом” и да се не хвале како су родољубиви Италијани.
Главни извор трвења између Нацистичке Њемачке и Фашистичке Италије био је италијански став према Јеврејима. У својим раним годинама као фашистички вођа, док је Мусолини гајио расне стереотипе о Јеврејима, није имао чврст став према Јеврејима и његови званични ставови су осцилирали и мијењали се како би испунили политичке захтјеве различитих фракција фашистичког покрета. Од 117 првобитних чланова Италијанских фасција борбе основане 23. марта 1919, петоро су били Јевреји. Од раних година покрета, постојао је мали број истакнутих отворено антисемитских фашиста, као што је Роберто Фариначи. Било је и истакнутих фашиста који су потпуно одбацили антисемитизам, као што је Итало Балбо, који је живио у Ферари, која је имала значајну јеврејску заједницу која је била широко прихваћена и која је претрпјела неколико антисемитских инцидената. Мусолини у почетку није имао антисемитске изјаве у својим политичким ставовима. Међутим, као одговор на његово запажање присуства великој броја Јевреја међу бољшевицима и тврдње (које су касније потврђене као истините) да су бољшевици и Њемачка (када се Италија борила у Првом свјетском рату) политички повезани, Мусолини је дао антисемитске изјаве које су укључивале бољшевичко-њемачки савез као „несвети савез између Хинденбурга и синагоге”. Мусолини је повјеровао у гласине да је вођа бољшевика Владимир Лењин јеврејског поријекла. Мусолини је напао јеврејског бакара Ђузепеа Теплица из Италијанске комерцијалне банке. У чланку Il Popolo d'Italia у јуну 1919, Мусолини је написао изразито антисемитску анализу ситуације у Европи која је укључивала бољшевизам након Октобарске револуције, Руског грађанског рата и рата у Мађарској. У јуну 1919. Мусолини је написао у Il Popolo d'Italia:
Ако Петроград још не падне, ако (генерал) Дењикин не крене напред, онда су то одредили велики јеврејски банкари Лондона и Њујорка. Ови банкари су везани крвим везама са оним Јеврејима који се у Москви, као и у Будимпешти, освећују аријској раси која их толико вјекова осудила на расељавање. У Русији су 80% руководилаца Совјета били Јевреји, у Будимпешти 17 од 22 народна комесара били су Јевреји. Можда је бољшевизам освета јудаизма против хришћанства?? Свакако вриједи размислити. Сасвим је могуће да ће се бољшевизам утопити у крви погрома катастрофалних размјера. Свјетске финансије су у рукама Јевреја. Ко год да посједује сефове народа, контролише њихове политичке системе. Иза марионета (склапања мира) у Паризу стоје Ротшилди, Варбурзи, Шифи, Гугенхајми, који су исте крви као они који освајају Петроград и Будимпешту. Раса не издаје расу… Бољшевизам је одбрана међународне плутократије. То је основна истина ствари. Међународна плутократија којом доминирају и контролишу Јевреји има највећи интерес да сав руски живот убрза свој процес распадања до тачке пароксизма. Русија која је парализована, дезорганизована, изгладњела, биће мјесто гдје ће сутра буржоазија, или пролетери, прославити своју спектакуларну гозбу изобиља.
Ова Мусолинијева изјава о јеврејско-бољшевичкој и плутократској вези и завјери наишла је на противљење у фашистичком покрету, што је исходовала тиме да је Мусолинијев одговор на противљење међу присталицама био напуштање и промјена става убрзо након 1919. године. Преокренувши свој став због противљења, Мусолини више није изражавао своју претходну тврдњу да је бољшевизам јеврејски, него је упозорио да ће — због великог броја Јевреја у бољшевичком покрету — пораст бољшевизма у Русији довести до жестоког таласа антисемитизам у Русији. Он је тада тврдио да је „антисемитизам стран италијанском народу”, али је упозорио ционисте да пазе да не распирују антисемитизам у „јединој земљи у којој га није било”. Један од јеврејских финансијских присталица фашистичког покрета био је Теплиц, кога је Мусолини раније оптужио да је издајник током Првог свјетског рата. Рано су постојали истакнути јеврејски италијански фашисти као што је Алдо Финци, који је рођен у мјешовитом браку јеврејских и хришћанских Италијана и крштен је као католик. Још један истакнутих јеврејски италијански фашиста био је Еторе Оваца, који је био гласни италијански националиста и противник ционизма у Италији. У Маршу фашиста на Рим 1922. учествовало је 230 италијанских Јевреја. Мусолини је аустријском амбасадору 1932. изнио свој лични став о Јеврејима када је расправљао о Хитлеровом антисемитизму, рекавши: „Не волим Јевреје, али они свугдје имају велики утицај. Боље их је оставити на миру. Хитлеров антисемитизам му је већ донио више непријатеља него што је потребно”.
На Фашистичкој конференцији у Монтреу 1934. којом је предсједавао италијански Акциони комитет Универзитета у Риму који је настојао да оснује Фашистичку интернационалу, о питању антисемитизма расправљало се међу разним фашистичким странкама, неке су биле наклоњеније том питању, а друге не. Усвојена су два коначна компромиса, стварајући званичан став Фашистичке интернационале:
Јеврејско питање се не може претворити у универзалну кампању мржње против Јевреја… С обзиром на то да су на многим мјестима одређене групе Јевреја инсталиране у освојеним земљама, вршећи на отворен и окултан начин утицај штетан по материјалне и моралне интересе земље која их храни, чинећи неку врсту државе у државе, профитирајући од свих бенефиција и одбијајући све дужности, с обзиром на то да су дали и да су склони да дају, елементе погодне за међународну револуцију која би била деструктивна по идеју родољубља и хришћанске цивилизације, Конференција осуђује подло дјеловање свих елемената и спремна је да се бори против њих.
Италијански фашизам је усвојио антисемитизам касних тридесетих година и Мусолини се лично вратио позивању на антисемитске изјаве као што је чинио раније. Фашистички режим је користио антисемитску пропаганду током Шпанског грађанског рата од 1937. до 1938. који је наглашавао да Италија подржава шпанске националистичке снаге против „Јеврејске интернационале”. Усвајање званичне антисемитске расне доктрине наишло је на противљење међу фашистима, укључујући Балба, који су сматрали да антисемитизам нема никакве везе са фашизмом и чврсто се противио антисемитским законима.
Под притиском Њемачке, Мусолини је 1938. приморао режим да усвоји политику антисемитизма, која је била крајње непопуларна у Италији и само Фашистичкој странци. Као исход закона, фашистички режим је изгубио своју директорку пропаганде, Маргериту Сарфати, која је била Јеврејка и Мусолинијева љубавница. Мањина високорангираних фашиста била је задовољна антисемитском политиком попут Фариначија, који је тврдио да су Јевреји сплеткама преузели контролу над кључним позицијама финансија, бизниса и школа, као и да су Јевреји симпатизовали Етиопију током рата са Италијом и да су се саосјећали са републиканцима током Шпанског грађанског рата. Фариначи је 1938. постао министар за културу и усвојио је расне законе осмишљене тако да спријече расно мијешање, што је укључивало и антисемитизам. До примирја са савезницима у септембру 1943, италијански Јевреји су били заштићени од депортације у њемачке логоре смрти. Са примирјем, Нацистичка Њемачка је преузела контролу над сјевером Италије и започела ликвидацију јеврејске заједнице под њемачком контролом. Убрзо након уласка Италије у рат, основани су бројни логори за затварање непријатељских странаца и Италијана за које се сумњало да су непријатељски настројени према режиму. За разлику од бруталности логора које су водили нацисти, италијански логори су дозвољавали породицама да живе заједно и постојао је широк програм социјалне заштите и културних дјелатности.
Антисемитизам је био непопуларан широм Италије, укључујући и унутар саме Фашистичке странке. Једном када је један фашистички научник протествовао Мусолинију због третмана према његовим јеврејским пријатељима, Мусолини је наводно рекао: „У потпуности се слажем с вама. Не вјерујем ни мало у глупу антисемитску теорију. Своју политику водим искључиво из политичких разлога”.

### Образовање
Фашистичка влада је подржавала строгу образовну политику у Италији с циљем да се елиминише неписменост, што је у то вријеме представљало озбиљан проблем у Италији, као и да се побољша оданост Италијана држави. Да би смањила напуштање школе, влада је промијенила минималну доб за напуштање школе са дванаест на четрнаест година и стриктно спроводила похађање наставе. Први министар образовања фашистичке владе од 1922. до 1924. Ђовани Ђентиле препоручио је да се образовна политика фокусира на индоктринацију ученика у фашизам и да се млади образује на начин да поштују и буду послушни ауторитету. Образовна политика је 1929. направила велики корак ка потпуном преузимању програма индоктринације. Те године је фашистичка влада преузела контролу над издавањем свих уџбеника, сви наставници средњих школа морали су да положе заклетву на оданост фашизму, а дјеца су учена да фашизму дугу подједнаку оданост, као и Богу. Сви универзитетски професори су 1933. морали да буду чланови Националне фашистичке странке. Од тридесетих до четрдесетих година, италијанско образовање се фокусирало на историју Италије, приказујући Италију као силу цивилизације током римском доба, приказују поновно рођење италијанског национализма и борбу за италијанску независност и јединство током уједињења. Крајем тридесетих, фашистичка влада је копирала образовни систем Нацистичке Њемачке по питању физичке спремности и започела програм који је захтијевао од Италијана физичко здравље.
Фашистичка влада је преко Краљевске академије Италије награђивала и промовисала интелектуалну надареност. Академија је основана 1926. ради промоције и координације интелектуалне дјелатности у Италији.

### Социјална заштита
Велики успјех у социјалној политици у Фашистичкој Италији било је стварање Националног програма послије посла 1925. године. Програм је био највећа државна рекреативна организација за одрасле. Био је тако популаран да су до тридесетих година сви градови у Италији имали клупско домове, а програм је био одговоран за успостављање и одржавање 11.000 спортских терена, преко 6400 библиотека, 800 биоскопа, 1200 позоришта и преко 2000 оркестара. Чланство је било добровољно и неполитичко. Тридесетих година прошлог вијека, под управом Акила Старачеа, програм је постао првенствено рекреативан, концентришући се на спорт и друге излете. Процјењује се да је до 1936. програм окупио 80% плаћених радника. Скоро 40% индустријске радне снаге је регрутовано унутар програма до 1939. и спортске дјелатности су се показале популарним код великог броја радника. Програм је имао највеће чланство међу свим масовним фашистичким организацијама у Италији. Огроман успјеха програма у Фашистичкој Италији подстакао је Нацистичку Њемачку да створи сопствену верзију програма, Снага кроз радост, која је била чак успјешнија од италијанског програма.
Друга организација Национални програм Балила, била је веома популарна и омогућавала је младим људима приступ клубовима, плесовима, спортским објектима, радију, концертима, представама, циркусима и шетњама на отвореном уз мању надокнаду или бесплатно. Спонзорисала је турнире и спортске свечаности.
Између 1928. и 1930. влада је увела пензије, боловање и плаћене празнике. Влада је 1933. установила накнаде за незапослене. Крајем тридесетих година, 13 милиона Италијана је било укључено у државну схему здравственог осигурања, а до 1939. расходи за социјално осигурање су чини 21% државне потрошње. Четрдесеточасовна радна недјеља је уведена 1935. и очекивало се да радници суботе поподне проводе у спортским, паравојним и политичким дјелатностима. Та субота је постала позната као Фашистичка субота и била је намијењена углавном младима; изузеци су одобрени у посебним случајевима, али не и за оне млађе од 21 године. Ова схема није успјела, јер је већина Италијана радније суботу проводила одмарајући.

### Војне и полицијске снаге
Ради безбједности режима, Мусолини је заговарао потпуну државну власт и успоставио је Добровољачку милицију за националну безбједност (итал. Milizia Volontaria per la Sicurezza Nazionale) 1923, која била познатија као „црнокошуљаши” због боје униформи Краљевске армије. Већина црнокошуљаша била је дио Италијанских фасција борбе. Тајна полиција Организација за праћење и борбу против антифашизма основана је 1927. године. На челу тајне полиције био је Артуро Бокини, а служила је за обрачун са противницима режима и лично Мусолинија (било је неколико покушаја антентата на Мусолинија у раним годинама власти). Иако је била одговорна за много мање смртних случајева од њемачког Шуцштафела и совјетског НКВД-а, ипак је била веома дјелотворна у терорисању политичких противника. Једна од најозлоглашенијих метода мучења било је физичко присиљавање антифашиста да прогутају рицинусово уље, што би изазвало тешку дијареју и дехидратацију, остављајући жртву у физички ослабљеном стању која је повремено исходовало смрћу.
За борбу против организованог криминала, посебно против Коза Ностре на Сицилији и ’Ндрангета у Калабрији, фашистички режим је 1925. додијелио посебна овлашћења Чезару Морију, префекту Палерма. Ова овлашћења су му омогућила да кривично гони Мафију, приморавајући многе мафијозе да побјегну у иностранство (већина у Сједињене Државе) или да ризикују притвор. Међутим, Мори је отпуштен када је почео да истражује мафијашке везе унутар фашистичког режима и смијењен је положаја 1929, када је фашистички режим саопштио да је пријетња од мафије уклоњена. Моријева дјелатност је ослабила Мафију, али је није уништила. Од 1929. до 1943. фашистички режим је потпуно напустио своје раније агресивне мјере против Мафије, а мафиози су остали релативно неометани.

### Жене
Фашисти су посебну пажњу посветили улози жена, од оних у елитном друштву до радница у фабрикама и сеоским домаћинствима. Фашистичке вође су настојале да „спасу” жене од еманципације, чак и док су најављивале долазак „нове Италијанке” (итал. nuova italiana). Политика је открила дубок јаз између савремености и традиционалног патријархалног ауторитета, јер су се католички, фашистички и комерцијални модели понашања међусобно такмичили у обликовању перцепције жена о њиховим улогама и њиховом друштву у цјелини. Фашисти су славили насилну „вирилистичку” политику и преувеличавали њен мачизам, истовремено опорезујући мушкарце у целибату да плаћају програме социјалне заштите. Италијанска инвазија Етиопије 1935. и резултујуће санкције Друштва народа обликовале су задатке додијељене женама унутар Фашистичке странке. Империја и женски доприноси томе постали су кључна тема фашистичке пропаганде. Жене у странци су биле мобилисане за империјални циљ и као произвођачи и као потрошачи, дајући им нову важност у нацији. Групе фашистичких жена прошириле су своје улоге тако да покрију нове задатке као што су вођење курсева обуке о томе како се борити против отпада у кућним пословима. Младе Италијанке припремале су се за улогу у италијанском „мјесту под Сунцем” кроз посебне курсеве створене да их обуче за будућност као колонијалне супруге.
Влада је настојала да постигне „алиментарни суверенитет”, односно потпуну самодовољност у погледу залиха хране. Њена нова политика била је веома контроверзна међу љдима који су обраћали озбиљну пажњу на храну. Циљ је био да се смањи увоз, подржи домаћа пољопривреда и подстакне строга исхрана заснована на хљебу, паленти, тјестенини, свјежим производима и вину. Фашистичке женске групе обучавале су жене у „аутаркичном кулинарству” да заобиђу ствари које се више не увозе. Цијена хране су порасле тридесетих, а потрошња млијечних производа и меса је била обесхрабрена, док се све већи број Италијана окренуо црном тржишту. Политика је показала да фашисти виде храну — и понашање људи уопштено — као стратешке ресурсе којима се може манипулисати без обзира на традицију и укус.

## Привреда
Мусолини и Фашистичка странка су обећали Италијанима нови економски систем познат као корпоратизам (или трипартизам), тј. стварање професионалних корпорација. Синдикалне и прослодавачке организације које припадају истој професији или грани организоване су у професионалне корпорације. Доктрину Фашизма која је објављен 1935. под Мусолинијевим именом, већим дијелом је написао Ђовани Ђентиле. У њој је описана улога државе у привреди под корпоративизмом. До тада, фашизам је вио био привучен подршком тржишних снага које су биле преовлађујуће над државном интервенцијом.
Фашисти су тврдили да ће овај систем бити егалитаран и традиционалан у исто вријеме. Економска политика корпоративизма брзо је посустала; љевичарским елементима фашистичког манифеста супротставили су се индустријалцима и земљопосједницима који су подржавали Странку, јер се обавезала да ће бранити Италију од социјализма, а корпоративном политиком преовладала је индустрија. У почетку, економско законодавство је углавом фаворизовало богате индустријске и аграрне класе дозвољавајући приватизацију, либерализација закона о ренти, смањење пореза и административну реформу; међутим, економска политика се драстичко промијенила након Матеотијеве кризе, када је Мусолини почео да се залаже за тоталитарну државу. Синдикални закони су усвојени 1926, познати као Рокови закони, којим је привреда организована у дванаест засебних синдиката послодаваца и запосленика. Синдикати су углавном били под контролом државе и углавном су коришћени за сузбијање опозиције и надграђивање политичке лојалности. Иако фашистички синдикати нису могли заштити раднике од свих економских посљедица, били су одговорни за поступање са бенефицијама социјалног осигурања, захтјевима за отпремнине, а понекад су могли преговарати о уговорима који су користили радницима.
Након што је Велика криза погодила свјетску привреду 1929, фашистички режим је слиједио друге нације у доношењу протекционистичких тарифа и покушао да одреди правац привреде. Током тридесетих година, влада је повећала производњу пшенице и учинила Италију самодовољном, окончавајући увоз пшенице из Канаде и Сједињених Држава. Међутим, повећање производње пшенице смањио је производњу поврћа и воћа. Упркос побољшању производње пшенице, ситуација за саме сељаке се није побољшала, пошто је 0,5% италијанског становништва (обичног богатог) посједовало 42% цјелокупног пољопривредног земљишта у Италији и приход сељака се није повећао, док су порези расли. Криза је изазвала пораст незапослености са 300.000 на 1 милиона 1933. године. То је изазвало и пад реалног дохотка од 10% и пад извоза. Италија је прошла боље од већине западних земаља током Кризе: њене социјалне службе су смањиле утицај Кризе. Индустријски раст од 1913. до 1938. био је чак и већи него у Њемачкој за исти временски период. Само су Уједињено Краљевство и скандинавске земље имале већи индустријски раст током истог периода.
Показало се да је колонијална експанзија Италије на Етиопију 1936. имала негативан утицај на италијанску привреду. Буџет колоније Италијанска источна Африка у фискалној години 1936—1937. захтијевао је од Италије 19,136 милијарди лира, које би се користиле за стварање неопходне инфраструктуре за колонију. Цјелокупан приход Италије те године износио је само 18,581 милијарду лира.

### Технологија и модернизација
Италија је 1933. направила вишеструка технолошка достигнућа. Фашистичка влада је потрошила велике суме новца за технолошке пројекте, као што је изградња прекоокеанског брода Rex, који је 1933. оборио рекорд преласка преко Атлантског океана од четири дана, финансирала је развој хидроавиона Macchi M.C.72, који је постао најбржи хидроавион на свијету 1933. и задржао титулу до 1934. године. Члан фашистичке владе Итало Балбо, који је такође био и пилот, направио је 1933. прекоокеански лет летећим бродем до Чикага на Свјетску изложбу познату као Вијек напретка.

## Спољна политика
Стивен Ли уочава три главне теме у Мусолинијевој спољној политици. Први је био наставак спољнополитичких циљева претходног либералног режима. Либерална Италија се удружила са Њемачком и Аустријом и имала је велике амбиције на Балкану и Сјеверној Африци. Била је тешко поражена у Етиопији 1896, када је постојала јака потражња за том територијом. Други је био дубоко разочарење након тешких губитака у Првом свјетском рату. У очима многих Италијана мали територијални добици од Аустроугарске нису били довољни да надокнаде страшне трошкове рата, поготово што су земље, попут Пољске и Југославије, које су по њему много мање допринијеле савезничкој побједи, добиле много више. Трећа је била Мусолинијево обећање да ће обновити понос и славу старог Римског царства.
Мусолини је настојао да поново успостави Римско царство и вјеровао да ће Италија бити најмоћнија средоземна земља послије Првог свјетског рата. Изјавио је да ће „20. вијек бити вијек италијанске моћи” и створио једну од најмоћнијих морнарица како би контролисао Средоземно море. У пропаганди, фашистичка влада је користила староримски израз Mare Nostrum (срп. Наше море) за Средоземно море. Међу циљевима фашистичког режима било је стицање територија које су се историјски сматрале италијанским у Француској (нпр. Ница) и Југославији (нпр. Далмација и Истра), проширење сфере утицаја Италије на Балкану (нпр. Грчка) и стицање већег броја колонија у Африци. Инвазија Либије (1923—1932), инвазија Етиопије (1935–36), инвазија Албаније (1939), инвазија Француске (1940), инвазија Грчке (1940–41) и инвазија Југославије (1941) спроведене су ради ширења италијанског националног простора. Према Патрику Бернхарду, фашистички италијански империјализам, нарочито у Африци, служио је као модел за познатији експанзионизам Нацистичке Њемачке у источној Европи.

### Африка
Колонијални напори у Африци почели двадесетих година, пошто је грађански рат захватио итлаијанску сјеверну Африку, јер је арапско становништво одбило да прихвати италијанску колонијалну власт. Мусолини је послао маршала Родолфа Грацијанија да предводи казнену кампању пацификације против арапских националиста. Омар ел Мухтар је предводио арапски покрет отпора. Након упитног примирја 3. јануара 1928, фашистичка политика у Либији је постала бруталнија. Постављена је ограда од бодљикаве жице од Средоземног мора до оазе Џагбуб, како би се прекинуле линије критичне за отпор. Убрзо након тога, колонијална администрација је започела масовну депортацију становника Ел Џабала ел Ахдара, како би ускратила побуњеницима подршку мјесног становништва. Присилна миграција више од 100.000 људи завршила је у концентрационим логорима у Сулуку и Ел Агејли, гдје су десетине хиљада умрле у лошим условима. Процјењује се да је најмање 80.000 Либијаца умрло, да ли у борбама или од посљедица глад и болести, укључујући и до половине становништва Киренајке. Након заробљавања Ел Мухтара 15. септембра 1931. и његовог погубљења у Бенгазију, отпор је утихнуо. Ограниче отпор италијанској окупацији искристалисао се око шеика Идриса, емира Киренајке.
Са британском владом су вођени преговори о проширењу граница колонијалне Либије. Први преговори су почели 1925. ради одређивања граница између Либије и Египта, који је био под британском контролом. Исход преговора био је да је Италија стекла раније неодређени територију. Италијанска влада је 1934. још једном затражила проширење територије Либије од Судана, који је био под британском контролом. Уједињено Краљевство је препустило Италији дио територије Судана, који је припао Либији.
Мусолини је вјеровао да је 1935. била права година за италијанску инвазију Етиопије, како би од ње направила своју колонију. Као исход, избио је Други италијанско-етиопски рат. Инвазија је кренула из италијанских колонија Еритреје и Сомалиленда. Током рата Италија је починила бројне злочине над Етиопљанима, укључујући употреби авиона за бацање отровног гаса на етиопске војнике. Етиопија се предала 1936, чиме је Италија довршила неуспјешно колонијлано освајање осамдесетих 19. вијека. Краљ Виторио Емануеле III је убрзо проглашен за цара Етиопије. Међународне посљедице за агресивну Италију довеле су до њене изолације у Друштву народа. Француска и Уједињено Краљевство су брзо изгубиле повјерење у Мусолинија. Једина држава која је подржала агресу Италије, била је Њемачка. Након осуде у Друштву народа, Велико вијеће фашизма је 11. децембра 1937. донијело одлуку о италијанском напуштању Друштва народа, а Мусолини је осудио Друштво народа као пуки „тетурави храм”.

### Расни закони
Фашистичка Италија је 1938. донијела Манифест расе, којим је Јеврејима одузето италијанско држављанство и забрањен им је било какав професионалан положај. Расним законима је проглашено да су Италијани аријске расе и забрањују се полни односи и бракови између Италијана и Јевреја или Африканаца. Коначна одлука о расним законима донијета је на сједници Великог вијећа фашизма у ноћи између 6. и 7. октобра 1938. у Палати Венеција у Риму. Нису сви италијански фашисти подржали дискриминацију: док су се проњемачки и антијеврејски настројени Роберто Фариначи и Ђовани Прециози залагали за законе, Итало Балбо се снажно противио. Балбо је сматрао да антисемитизам нема никакве везе са фашизмом и одлучно се противио антисемитским законима. Фашистички режим је изјавио да ће промовисати масовна италијанска насеља у колонијама која ће, према италијанској влади, „створити у срцу афричког континента моћно и хомогено језгро бијелаца, довољно јако да привуче то становништво у нашу економску орбиту и нашу римску и фашистичку цивилизацију”.
Фашистичка власти у колонијама се разликовала од региона до региона. Владавина у италијанској источној Африци, која је обухватала Етиопију, Еритреју и Сомалиленд, била је оштра према старосједелачким народима, јер је фашистичка политика настојала уништити домаћу културу. У фебруару 1937. Родолфо Грацијани је наредио италијанским војницима да опљачкају старосједелачка насеља у Адис Абеби, што је довело до смрти стотина Етиопљана, а њихове куће су спаљене до темеља. Након окупације Етиопије, фашистичка влада је подржала расну сегрегацију, како би смањила број мјешовитих потомака у италијанским колонијама, за које су тврдили да ће „загадити” италијанску расу. Брачни и полни односи између Италијана и Африканаца у његовим колонијама проглашени су кривичним дјелом када је фашистички режим примјенио декрет-закон бр. 880 од 19. априла 1937. којим су Италијани ухваћени у таквим везама били осуђени на казну од једне до пет година затвора. Закон није одређивао никакве казне старосједелачком становништву, јер је фашистичка влада тврдила да су само Италијани криви, за нарушавање престижа своје расе. Упркос расистичком језику који се користио у некој пропаганди, фашистички режим је прихватио регрутовање старосједелаца Африканаца који су жељели да се придруже италијанским колонијалним снагама, а у пропаганди су приказани домаћи афрички колонијални регрути.
Фашистичка Италија је прихватила Манифест расних научника који је пригрлио биолошки расизам и прогласио Италију земљом насељеном људима аријског поријекла, да Јевреји не припадају италијанској раси и да је потребно направити разлику између Европљана и Јевреја, Африканаца и других неевропљана. Манифест је подстакао Италијане да се јавно и политички отворено изјашњавају као расисти. Фашистичка Италија је често објављивала материјал који је приказивао карикатуре Јевреја и Африканаца.
У италијанској Либији, Мусолини је умањио значај расистички политике док је покушавао да заради повјерење тамошњих арапских вођа. Индивидуална слобода, неповрједивост дома и имовине, право на ступање у војну или цивилну администрацију и право да слободно остваре каријеру или запосљење били су за загарантовани Либијцима до децембра 1934. године. У познатом путовању у Либију 1937, створен је пропагандни догађај када је Мусолини 18. марта позирао са арапским великашима који су му дали почасни „Мач ислама” (који је заправо израђен у Фиренци), што је требало да симболизује Мусолинија као заштитника тамошњих Арапа муслимана. Закони којима је муслиманима дозвољено да се придруже Националној фашистичкој странци усвојени су 1939, а нарочито Муслиманском удружење ликтора за исламску Либију, а реформе из 1939. дозвољавале су стварање либијских војних јединица унутар италијанске војске.

### Балкан
Италијански војници су 1923. заузели грчко острво Крф, као дио плана фашиста да на крају заузму Грчку. Крф је касније враћен Грчкој и рат је избјегнут. Италија је 1925. приморала Албанију да постане фактички протекторат, што је Италији омогућило да се супротстави грчком суверенитету. Крф је био важан за италијански империјализам и национализам, због припадности Млетачкој републици која је за собом оставила значајне италијанске културне споменике и утицај, иако је тамошње грчке становништво (нарочито млађе) снажно протествовало против италијанске окупације.
Односи са Француском су били мјешовити: фашистички режим је досљедно имао намјеру да на крају води рат против Француске, како би заузео дијелове Француске насељене Италијанима, али са Хитлеровим успоном фашисти су одмах постали забринутији по питању независности Аустрије и потенцијалну њемачку пријетњу Италији, уколико захтијевала Тирол, насељен њемачком говорном заједницом. Због забринутости за њемачки експанзионизам, Италија се придружила Фронту Стреза заједно са Фрацуском и Британијом против Њемачке, који је постојао од 1935. до 1936. године.
Фашистички режим је имао негативне односе са Југославијом, јер је дуго желио имплозију Југославије како би се територијално проширио на њен рачун и уједно стекао већу моћ. Италија се бавила шпијунажом у Југославији, пошто су југословенске власти у више наврата откривале шпијунске кругове у италијанској амбасади у Југославији, као нпр. 1930. године. Фашистичка влада је 1929. прихватила хрватског ултранационалисту Анте Павелића као политичког азиланта из Југославије. Фашисти су Павелићу пружили финансијску помоћ и полигон у Италији за развој и обуку његове новообразоване хрватске фашистичке милиције и терористичке групе — усташе. Ова организација је касније успоставила Независну Државу Хрватску и током Другог свјетског рата спровела геноцид над Србима, Јеврејима и Ромима.
Након њемачке окупације Чехословачке, Мусолини је своју пажњу усмјерио ка Албанији. Италија је извршила инвазију на Албанију 7. априла 1939. и након кратког похода, земља је окупирана, претворена у протекторат, а њен парламент је крунисао Виторија Емануела III за краља Албаније. Историјско оправдање за анексију било је засновано у освајању области Албаније у раној историји Старог Рима, чак и прије него што су сјеверну Италију заузеле римске снаге. Међутим, у вријеме анексије Албанци су имали слабе везе са Италијом. Албанија је била тијесно везана за Италију и прије инвазије. Италија је изградила снажан утицај на Албанију кроз Тиранске споразуме, који су Италији дали уступке над албанском привредом и војском. Окупацију није подржао краљ Емануеле III, који се плашио ће окупација довести до још веће изолације Италије него од оне због рата против Етиопије.

### Шпанија
Фашистички режим је у Шпанији извршио своју најзначајнију предратну војну интервенцију 1936. године. Шпанска Република је подијељена у грађанском рату између анктиклерикалних републиканаца предвођених Мануелом Азањом и клерикалних националиста предвођених Франциском Франком под фашистичком покретом Фаланге. Италија је послала авионе, оружје и око 60.000 војника у помоћ шпанским националистима. Рат је доприњео обуци италијанске војске за рат и побољшању односа са Католичком црквом. Био је то успијех који је Италији обезбједио поморски приступ у и из Средоземног мора у Атлантски океан и њену способност да спроводи своју политику Mare Nostrum без страха од противљења Шпаније. Други велики страни допринос грађанском рату дала је Њемачка. Ово је био први пут да су се италијанске и њемачке снаге бориле заједно од Француско-пруског рата 1870-их. Током тридесетих година 20. вијека, Италија је изградила много велике бојне и друге ратне бродове како би учврстила италијанско држање на Средоземном мору.

### Њемачка
Када је Нацистичка партија дошла на власт у Њемачкој 1933, Мусолини и фашистички режим су у јавности показали одобравање Хитлеровог режима, при чему је Мусолини рекао: „Хитлерова побједа је наша побједа”. Фашистички режим је такође говорио о стварању са новим њемачким режимом. Лично, Мусолини и италијански фашисти су показали неодобравање нацистичке владе, а Мусолини није одобравао Хитлера упркос идеолошким сличностима. Фашисти нису вјеровали Хитлеровим пангерманским идејама, које су видјели као пријетњу италијанским територијама које су раније биле дио Хабзбуршке монархије. Иако други нацисти нису одобравали Мусолинија и Фашистичку Италију, Хитлер је дуго идолизирао Мусолинијеву говорничку и визуелну личност и усвојио већи дио симболике фашиста у Нацистичку партију, као што су римски поздрав равном руком, драматично говорништво, употреба униформисаних паравојних формација за политичко насиље и коришћење масовних скупова за демонстрацију моћи покрета. Хитлер је 1922. покушао да затражи од Мусолинија упутства како да организује сопствену верзију „Марша на Рим” (који је настао као неуспјели Пивнички пуч 1923). Мусолини није одговорио на Хитлерове захтјеве, јер није био много заинтересован за Хитлеров покрет и сматрао је Хитлера помало лудим. Мусолини је покушао прочитати Хитлерову Моју борбу како би сазнао шта је нацистички покрет, али се одмах разочарао, уз образложење да је „досадна књига коју никада нисам могао да прочитам” и примјетио да су Хитлерова увјерења била „мало више од уобичајених клишеа”. Мусолини је попут Хитлера вјеровао у културну и моралну надмоћ бијелаца над обојеним народима. Хитлер и нацисти су наставили да покушавају да приволе Мусолинија свом циљу и на крају је Мусолини дао финансијску помоћ Нацистичкој партији и дозволио нацистичким паравојним формацијама обуку у Италији у увјерењу да упркос разликама, нацистичка влада у Њемачкој могла користити Италији.
Након изолације Италије 1936, влада није имала другог избора осим сарадње са Њемачком на повратку стабилне преговарачке позиције у међународним пословима и невољно је одустала од подршке аустријској независности. У септембру 1937. Мусолини је посјетио Њемачку, како би изградио ближе везе са њемачким колегом. Мусолини је 28. октобра 1937. објавио подршку Италије Њемачкој да поврати своје колоније изгубљене у Првом свјетском рату, с изјавом: „Велики народ као што је њемачки народ мора да поврати мјесто које му припада, а које је некада имао под сунцем Африке”.

#### Савез са Њемачком
Како се рат приближавао, фашистички режим је појачао агресивну медијску кампању против Француске тврдећи да Италијани пате у Француској. То је било важно за савез, јер су оба режима имала претензије на Француску — Њемачка на Алзас—Лорену, а Италија на Корзику, Ницу и Савоју. У мају 1939. организован је формални савез. Савез је био познат као Челични пакт, а њим је Италија обавезана да се бори уз Њемачку, ако избије рат против Њемачке. Мусолини се осјећао обавезним да потпише пакт, упркос својој забринутости да Италија неће моћи да води рат у блиској будућности. Ова обавеза је произашла из његових обећања Италијанима да ће изградити империју за њих и из његове личне жеље да не дозволи Хитлеру да постане доминантан лидер у Европи. Мусолини је одбио споразум Рибентроп—Молотов, којим су се Њемачка и Совјетски Савез сложиле да подијеле Пољску на њемачку и совјетску зону ради предстојеће инвазије. Фашистичка влада је ово видјела као издају Антикоминтернског пакта, али је одлучила да званично ћути.

### Други свјетски рат
Италијански војни и логистички ресурси били су растегнути успјешним војним интервенцијама у Шпанији, Либији и Албанији и нису били спремни за дужи сукоб. Ипак, Мусолини је кренуо у рат да би унаприједио империјалне амбиције фашистичког режима.
Италија се укључила у рат као једна од сила Осовине 1940, ступајући у борбу када је већ било очигледно да ће Њемачка поразити Француску. Италијанска инвазија Француске је кратко трајала, јер се Трећа република убрзо предала. Италија је била спремна да се бори против Британске империје у Африци и на Блиском истоку, познато као „паралелни рат”, очекујући пропаст британских снага на европском ратишту. италијани су бомбардовали Палестину, напали Египат и окупирали Сомалиленд с почетним успјехом. Италијанска војна машинерија показала је слабост током Грчко-италијанског рата 1940, у којем је италијанска војска остварила занемарив напредак. Њемачка помоћ током инвазије Грчке ће на крају избавити Италију, а њене веће амбиције су дјелимично испуњене крајем 1942. када је свој утицај проширила на цијело Средоземље. Већи дио Грчке је окупирала Италија; Италијани су управљали француским територијама — Корзика и Тунис — након пада Вишијевске Француске и успоставља њемачких окупационих власти; марионетска Независна Држава Хрватска је успостављена након осовинске инвазије Југославије 1941. године. Италија је анектирала Албанију, Љубљанску покрајину, приморску Далмацију и Црну Гору. Италијанско-њемачке снаге су успјешно гушиле побуне на подручју окупиране Југославије, а окупирале су и дио Египта у нападу на Ел Аламејн послије побједе код Газале.
Међутим, италијанска освајања су увијек била веома спорна, како због разних побуна (највише грчког отпора и југословенских партизана), тако и због савезничких војних снага, које су водиле битку на Средоземљу све вријеме и мимо учешћа Италије. Дејства Њемачке и Јапана 1941. довела су до ступања Совјетског Савеза и Сједињених Америчких Држава у рат, чиме је упропаштен италијански план да примора Британију на мировно рјешење. На крају, Италијанска империја је пропала након катастрофалних пораза у источноевропским и сјеверноафричким походима. У јулу 1943, након савезничке инвазије на Сицилију, краљ Виторио Емануеле III је наредио хапшење Мусолинија, што је довело до грађанског рата. Италијанска војска изван Апенинског полуострва се распала, а територије које је Италија окупирала и анектирала су потпале под њемачку контролу. Италија је капитулирала пред савезницима 3. септембра 1943. године.
Сјеверну половину земље окупирали су Нијемци уз сарадњу италијанских фашиста и та територија је постала Италијанска Социјална Република, колаборационистичка марионетска држава која је регрутовала више од пола милиона војника за силе Осовине. Југ је званични контролисала монархистичка страна, која се за савезничке циљеве борила као Италијанска савезничка војска (на врхунцу бројала више од 50.000 припадника), као и око 350.000 припадника покрета отпора (углавном бивши припадници краљевске војске) различитих политичких идеолгија, које су дјеловале широм Италије. Италијански партизани су погубили Бенита Мусолинија 28. априла 1945, два дана прије самоубиства Адолфа Хитлера.

## Антифашизам
У Италији је Мусолинијев фашистички режим користио израз антифашиста да опише своје противнике. Мусолинијева тајна полиција била је званично позната као Организација за праћење и борбу против антифашизма. Током двадесетих година 20. вијека у Краљевини Италији, антифашисти, од којих су били из радничког покрета, борили су се против насилних црнокошуљаша и против успона на Бенита Мусолинија. Након што је Италијанска социјалистичка партија 3. августа 1921. потписала пакт са Мусолинијем и његовим Фасцијама борбе, синдикати су усвојили легалистичку и пацифистичку стратегију, чланови радничког покрета који се нису слагали са овом стратегијом образовали су Народне ардитиде.
Италијанска генерална конфедерација рада и Социјалистичка партија одбили су званично да признају антифашистичку милицију и задржали су ненасилну, легалистичку стратегију, док је Комунистичка партија Италије наредила својим члановима да напусте организацију. Комунистичка партија је организовала неке милитантне групе, али су њихова дејства била релативно мала. Италијански анархиста Северино ди Ђовани, који је изгнан у Аргентину након Марша на Рим 1922, организовао је неколико бомбашких напада на италијанске фашисте. Италијански либерални антифашиста Бенедето Кроче написао је свој Манифест антифашистичких интелектуалаца, који је објављен 1925. године. Други познати италијански либерални антифашисти у то вријеме били су Пјеро Гобети и Керло Росели.
Италијанска антифашистичка концентрација била је италијанска коалиција антифашистичких група која је постојала од 1927. до 1934. године. Антифашистичка концентрација била је савез некомунистичких антифашистичких снага (републиканских, социјалистичких и националистичких) који су покушали да промовишу и координишу дејство исељеника у борби против фашизма у Италији; објавили су пропагандни лист La Libertà.
Правда и слобода је био италијански антифашистички покрет отпора, који је дјелова од 1929. до 1945. године. Покрет су заједно основали Карло Росели, Феручо Пари, који је касније постао предсједник владе Италије, и Сандро Пертини, који је постао предсједник Италије. Чланови покрета имали су различита политичка увјерења, ефективну опозицију фашизму, у поређењу са старијим италијанским антифашистичким странкама. Правда и слобода је такође учинила међународну заједницу свјесном реалности фашизма у Италији, захваљујући раду Гаетана Салвеминија.
Многи италијански антифашисти су учествовали у Шпанском грађанском рату с надом да ће дати примјер оружаног отпора Франковој диктатури против Мусолинијевог режима; отуда њихов мото „Данас у Шпанији, сутра у Италији”.
Између 1920. и 1943, било је активно неколико антифашистичких покрета међу Словенцима и Хрватима на територијама које је анектирала Италија послије Првог свјетског рата, познатих као Јулијска крајина. Најутицајнија је била милитантна побуњеничка организација ТИГР, која је извршила бројне саботаже, као и нападе на представнике Фашистичке странке и војске. Већи дио подземне структуре организације открила је и демонтирала ОВРА 1940. и 1941, а након јуна 1941. већина њених бивших активиста придружила се словеначким партизанима.
Током Другог свјетског рата, многи припадници италијанског отпора напустили су своје домове и отишли у планине, борећи се против италијанских фашиста и њемачких нациста током Италијанског грађанског рата. Многи градови у Италији, укључујући Торино, Напуљ и Милано, ослобођени су антифашистичким устанцима.

## Историографија
Већина историографских контроверзи се усредсређује на оштро супротстављена тумачења фашизма и Мусолинијевог режима. Љевичарски писци из двадесетих година, сљедећи вођство комунистичог теоретичара Антонија Грамшија, наглашавали су да је фашизам облик капитализма. Фашистички режим је контролисао писање и наставу историје преко централне Giunta Centrale per gli Studi Storici и контролу приступа архивама и спонзорисао је историчаре и научнике који су томе били наклоњени, као што су филозоф Ђовани Ђентиле и историчари Ђоакино Волпе и Франческо Салата. Спонзорисала је велику Изложбу Фашистичке револуције у октобру 1932, која је представљала своју омиљену модернистичку умјетност и тврдила да је изразила дух римске славе.
Након рата, већина историографије била је интензивно непријатељска према Бениту Мусолинију, наглашавајући тему фашизма и тоталитаризма. Изузетак је био историчар Ренцо де Феличе, чија је Мусолинијева биографија сачињена од четири тома и 6000 страница (1965—1997), остаје најисцрпнији преглед јавних и приватних докумената о италијанском фашизму и служи као основни извор за све научнике. Феличе је тврдио да је Мусолини био револуционарни модернизатор у унутрашњим питањима, али прагматичар у спољној политици који је наставио реалполитику либералне Италије (1861—1922). Деведесетих година почиње културни заокрет студијама које су испитивале питање народне рецепције и прихватања фашизма користећи перспективе „естетизације политике” и „сакрализације политике”. До 21. вијека, стари „антифашистички” послијератни консензус био на удару групе ревизионистичких научника који су дали повољнију и више националистичку процјену Мусолинијеве улоге, како у земљи, тако и у иностранству. Контроверзе бијесне јер не постоји консензус међу научницима који користе супротстављена тумачења заснована на ревизионистичким, антифашистичким, интернационалистичким или културалистичким моделима историје.

## Напомена
1. 1 2 3  „У периоду након потписивања Латеранског споразума 1929, којим је католицизам проглашен за италијанску државну религију у контексту свеобухватног регулисања односа Ватикана и италијанске владе, католичка културна подршка Мусолинију је консолидована.”[15]